# Вудмур (Колорадо)
Вудмур (енгл. Woodmoor) насељено је место без административног статуса у америчкој савезној држави Колорадо.

## Демографија
По попису из 2010. године број становника је 8.741, што је 1.564 (21,8%) становника више него 2000. године.
| Група             | 2000.         | 2010.         |
| Белци             | 6.676 (93,0%) | 7.852 (89,8%) |
| Афроамериканци    | 53 (0,7%)     | 103 (1,2%)    |
| Азијати           | 118 (1,6%)    | 187 (2,1%)    |
| Хиспаноамериканци | 201 (2,8%)    | 369 (4,2%)    |
| Укупно            | 7.177         | 8.741         |